# Stokely Carmichael
Kwame Ture, nato Stokely Carmichael (Port of Spain, 29 giugno 1941 – Conakry, 15 novembre 1998), è stato un attivista trinidadiano-statunitense.
Acquistò notorietà prima come leader del Student Nonviolent Coordinating Committee (SNCC, pronunciato "Snick") e più tardi come primo ministro onorario del partito delle Pantere Nere. Inizialmente integrazionista, Carmichael si legò successivamente al nazionalismo nero e ai movimenti panafricani.

## Biografia

### I primi anni
Nato a Port of Spain, Carmichael giunse a Harlem all'età di 11 anni, nel 1952 per ricongiungersi con i suoi genitori, che l'avevano lasciato con la nonna e due zii per emigrare quando aveva solo due anni. A Trinidad frequentò la Tranquility School finché i suoi genitori non furono in grado di riprenderlo. Sua madre, Mabel F. Carmichael, era una hostess sulle navi di linea, mentre il padre Adolphus era un falegname, che lavorò anche come autista di taxi. La famiglia Carmichael così riunita lasciò successivamente Harlem per andare a vivere a Morris Park, nell'East Bronx, a quel tempo un quartiere prevalentemente ebreo e italiano. In un'intervista concessa nel 1967 alla rivista Life, affermò di essere stato l'unico membro di colore dei Morris Park Dukes, una banda giovanile, e di essere stato dedito all'alcol e a piccoli furti.
Frequentò la Bronx High School of Science, una high school pubblica per studenti di talento specializzato in materie scientifiche, con rigorosi esami di ammissione, nella quale si diplomò nel 1960. L'esperienza scolastica, ricca di stimoli, lo portò a abbandonare la banda dei Dukes. Nello stesso anno Carmichael si iscrisse all'Università Howard, una delle università storicamente afroamericane a Washington, rifiutando offerte da parte di diverse università bianche. Tra i suoi insegnanti alla Howard figuravano Sterling Brown e Nathan Hare. Il suo appartamento in Euclid Street diventò un luogo di riunione per gli attivisti suoi compagni di studio. Si laureò in filosofia nel 1964.
Alla Howard si associò al Nonviolent Action Group (NAG), un gruppo affiliato allo SNCC. L'esperienza dei sit-in lo spinse a una maggiore attività nel movimento per i diritti civili. Durante il suo primo anno di università partecipò alle Freedom Rides del Congress of Racial Equality e fu arrestato più volte, passando diverso tempo in prigione. Nel 1961, fu rinchiuso per 49 giorni nel famoso Parchman Farm nel Mississippi. Il numero esatto dei suoi arresti per attivismo non è conosciuto, ma si può stimare intorno alla trentina. In una dichiarazione del 1998 a The Washington Post affermò che il numero totale fosse comunque inferiore a 36.

### Black Power
Nel 1964 Carmichael partecipò alla Mississippi Freedom Summer come direttore regionale dei lavoratori dello SNCC e aiutando a organizzare il Mississippi Freedom Democratic Party. Fu profondamente deluso dal Partito Democratico quando, durante la convention nazionale svoltasi nello stesso anno a Atlantic City, il partito rifiutò di accogliere la delegazione multirazziale del MFDP al posto della delegazione ufficiale del Mississippi, composta da soli bianchi e pro-segregazione. Questo incidente lo portò a cercare strade alternative per perseguire il rafforzamento politico degli afroamericani e a diventare sempre più influenzato dalle idee di Malcolm X e Kwame Nkrumah.
Nel 1966 Carmichael si recò nella contea di Lowndes, in cui collaborò con la popolazione afroamericana locale per costituire la Lowndes County Freedom Organization (LCFO). L'organizzazione era un tentativo di formare un partito politico che potesse portare al potere la popolazione nera di Lowndes, che costituiva la maggioranza dei residenti nella contea, ma non aveva rappresentanti eletti e veniva tenuta al di fuori dalle decisioni politiche. La LCFO scelse come simbolo una pantera nera, presumibilmente in risposta all'emblema del Partito Democratico dell'Alabama, che era un gallo bianco. Per la stampa la LCFO divenne conosciuta come "Black Panther Party", nome che successivamente sarebbe stato di ispirazione per il più conosciuto Black Panther Party fondato a Oakland da Huey Newton e Bobby Seale. Carmichael fece spesso riferimento in modo satirico alla ridenominazione unilaterale del partito da parte dei media:
Nel periodo in cui era a Lowndes, il numero dei neri registrati per il voto crebbe da 70 a 2.600 — 300 in più del numero dei bianchi registrati. Carmichael divenne il leader dello SNCC nel maggio del 1966, prendendo il posto di John Lewis. Alcune settimane dopo l'insediamento di Carmaichael, James Meredith fu colpito da un cecchino durante la sua solitaria "March Against Fear". Carmichael si unì a Martin Luther King, Floyd McKissick, Cleveland Sellers e altri per continuare la marcia di Meredith. Fu nuovamente arrestato nel corso della marcia e al suo rilascio pronunciò il suo primo discorso sul "Black Power", usando la frase per sollecitare l'orgoglio nero e l'indipendenza socioeconomica:
Nonostante quello del Black Power non fosse un concetto nuovo, il discorso di Carmichael lo portò sotto la luce dei riflettori e divenne un grido di raccolta per i giovani afroamericani in tutti gli Stati Uniti. Fortemente influenzato dal lavoro di Frantz Fanon e dal suo fondamentale libro Wretched of the Earth e da altri tra cui Malcolm X, sotto la leadership di Carmichael lo SNCC divenne gradualmente più radicale e si focalizzò sul Black Power come obiettivo e ideologia fondamentale. La cosa si rivelò evidente durante il controverso Atlanta Project nel 1966. Lo SNCC, con la guida locale di Bill Ware, si impegnò in una campagna elettorale per sostenere la candidatura di Julian Bond per la legislatura dello Stato della Georgia in un distretto di Atlanta. Tuttavia, al contrario di attività precedenti dello SNCC — come le Freedom Rides del 1961 o la Mississippi Freedom Summer del 1964 — Ware escluse i membri bianchi dello SNCC dalla campagna. Inizialmente Carmichael si oppose a questa mossa e la contrastò, ma successivamente cambiò idea - espellendo i bianchi dalle posizioni rilevanti e focalizzando lo SNCC interamente sul Black Power.
Carmichael vedeva la nonviolenza come una tattica piuttosto che un principio, e questo lo separava dai leader moderati del movimento per i diritti civili come Martin Luther King. Carmichael divenne critico nei confronti dei leader per i diritti civili che chiedevano semplicemente l'integrazione degli afroamericani nelle esistenti istituzioni della classe media del paese. Credeva piuttosto che perché ci fosse una genuina integrazione i neri avrebbero dovuto prima essere uniti e solidali, e conquistare l'indipendenza.
Secondo quanto riferito da David J. Garrow nel suo libro sul movimento per i diritti civili Bearing the Cross, alcuni giorni dopo che Carmichael ebbe usato lo slogan "Black Power" alla "Meredith March Against Fear," egli disse a Martin Luther King, "Martin, ho deliberatamente deciso di tirar fuori questo argomento alla marcia per dargli una risonanza nazionale e per spingerti a prendere posizione per il Black Power." King rispose, "L'ho già usato prima di adesso. Una volta di più non farà male." Nel 1967 Carmichael si dimise da capo dello SNCC e fu sostituito da H. Rap Brown. Lo SNCC, che era un collettivo e, secondo lo spirito dei tempi, lavorava più con il consenso di gruppo piuttosto che in maniera gerarchica, era mal disposto nei confronti dello status di celebrità di Carmichael. I leader del comitato iniziarono a riferirsi a lui come "Stokely Starmichael" e a criticare la sua abitudine a fare dichiarazioni politiche in modo indipendente, senza cercare un consenso interno, fino a arrivare a una formale lettera di espulsione nello stesso 1967.
Dopo il periodo nello SNCC, Carmichael tentò di chiarire le sue idee politiche scrivendo insieme a Charles V. Hamilton il libro Black Power (1967) e diventando fortemente critico nei confronti della guerra nel Vietnam. Durante questo periodo egli viaggiò e tenne numerose conferenze in tutto il mondo; visitò la Guinea, il Vietnam del Nord, la Cina e Cuba. In seguito alla sua espulsione dallo SNCC, Carmichael venne più chiaramente identificato con il Black Panther Party come "Primo Ministro onorario". Durante questo periodo egli fu più un portavoce che un organizzatore, viaggiando per tutto il paese e propagandando a livello internazionale la sua visione del "Black Power."

### L'esilio autoimposto
Carmichael prese ben presto le distanze dalle Pantere Nere. Il partito e Carmichael erano in disaccordo sul ruolo degli attivisti bianchi: mentre il partito era dell'idea che essi potessero essere d'aiuto al movimento, Carmichael era vicino alle idee di Malcolm X secondo il quale gli attivisti bianchi avrebbero prima dovuto pensare a organizzare le proprie, di comunità. Nel 1969, insieme alla moglie, la cantante sudafricana Miriam Makeba, si spostò a Conakry dove diventò l'assistente del primo ministro guineano Ahmed Sékou Touré e l'allievo del presidente esule del Ghana, Kwame Nkrumah. Miriam Makeba fu nominata delegato ufficiale della Guinea alle Nazioni Unite. Tre mesi dopo il suo arrivo in Africa, nel luglio 1969, pubblicò un rigetto formale del Black Panthers Party, condannandolo per non essere sufficientemente separatista e per "la linea dogmatica del partito che favorisce le alleanze con i bianchi radicali".
Fu in questo stadio della sua vita che Carmichael cambiò il suo nome in Kwame Ture in onore dei due leader africani Nkrumah e Touré che erano diventati i suoi protettori. Negli ultimi anni della sua vita i suoi amici si rivolgevano a lui usando indifferentemente entrambi i nomi, "e non sembrava gli importasse". Carmichael rimase in Guinea dopo la sua uscita dal Black Panther Party. Continuò a viaggiare, scrivere e parlare a favore dei movimenti internazionali di sinistra e nel 1971 raccolse il suo lavoro in un secondo libro, Stokely Speaks: Black Power Back to Pan-Africanism. Questo libro espone un'esplicita visione socialista Pan-africana, che ha sembrato accompagnare il resto della sua vita. A partire dai tardi anni settanta fino al giorno della sua morte Carmichael rispondeva al telefono con la frase "Pronto per la rivoluzione!"
Mentre era in Guinea, fu arrestato ancora una volta. Due anni dopo la morte di Touré, avvenuta nel 1984, il regime militare guidato da Lansana Conté, che aveva preso il potere, arrestò Carmichael e lo tenne in prigione per tre giorni con l'accusa di aver tentato di sovvertire il governo. Nonostante fosse di dominio pubblico che il presidente Touré avesse usato la tortura nei confronti dei suoi avversari politici, Carmichael non criticò mai colui da cui aveva preso il suo nuovo nome. Carmichael e Miriam Makeba si separarono nel 1973. Dopo il divorzio egli sposò Marlyatou Barry, un medico guineano da cui successivamente divorziò. Nel 1998 la sua seconda moglie e il loro figlio, Bokar, nato nel 1982, vivevano nella contea di Arlington. Basandosi su una dichiarazione del All-African Peoples Revolutionary Party, il suo necrologio apparso sul The New York Times menzionava due figli, tre sorelle e sua madre, ma senza fornire ulteriori dettagli.

### La morte
Nel 1996 gli fu diagnosticato un cancro alla prostata. In seguito a questa notizia furono organizzati concerti di beneficenza a Denver, New York, Atlanta e Washington, per contribuire a pagare le spese mediche; Il governo di Trinidad e Tobago, dove era nato, gli fornì una somma di 1.000$ al mese per lo stesso scopo. Secondo Carmichael il suo cancro "è stato messo dentro di me dalle forze dell'imperialismo americano e da altri che cospirano con esse". Egli dichiarò inoltre che l'FBI aveva introdotto il cancro nel suo corpo nel tentativo di assassinarlo.
In un'ultima intervista concessa a The Washington Post, egli parlò con scarsa considerazione dei progressi economici e politici fatti dagli afroamericani negli ultimi trenta anni. Riconosceva che i neri avevano ottenuto vittorie nelle elezioni amministrative di importanti città, ma dichiarò che in compenso il potere delle maggioranze era andato diminuendo e che i progressi fatti erano in sostanza privi di significato. Stokely Carmichael viene accreditato per aver coniato il termine razzismo istituzionale, definito come una forma di razzismo esistente nelle istituzioni, dalla pubblica amministrazione alle grandi aziende, includendo anche le università. Nei tardi anni sessanta Carmichael definì il razzismo istituzionale come "il fallimento collettivo di un'organizzazione di provvedere un servizio appropriato e professionale alla gente a causa del suo colore, cultura o origine etnica".
Dopo due anni di cure presso il Columbia-Presbyterian Medical Center a New York, Carmichael morì di cancro alla prostata a Conakry, all'età di cinquantasette anni. Nel 2007 la pubblicazione di documenti della CIA precedentemente segreti, rivelò che Carmichael era stato controllato dalla CIA nell'attività di sorveglianza degli attivisti neri all'estero, controllo che, iniziato nel 1968, si protrasse per anni. Anche il governo britannico, nella fattispecie l'Information Research Department del "Secret Foreign Office" (l'Ufficio segreto del Ministero degli esteri), ha preso di mira Carmichael, creando e distribuendo degli scritti tratti da fonti contraffatte con lo scopo di destabilizzare coloro che venivano considerati nemici durante la guerra fredda. Con queste operazioni di disinformazione, il leader nero veniva rappresentato come un intruso in Africa, il quale aveva un atteggiamento paternalistico e sprezzante nei confronti degli abitanti del continente. Il leader per i diritti civili Jesse Jackson durante un discorso che celebrava la vita di Carmichael, ha dichiarato: "Era uno della nostra generazione, determinato a dare la sua vita per trasformare l'America e l'Africa. Si è dedicato interamente a porre fine alla segregazione razziale nel nostro paese. Ci ha aiutato ad abbattere quei muri".